# Arthur Onslow, 1. Baronet
Sir Arthur Onslow, 1. Baronet (getauft 6. Mai 1622; † 21. Juli 1688) war ein englischer Adliger und Politiker.

## Leben
Onslow war das zweite von 14 Kindern des Politikers Sir Richard Onslow aus dessen Ehe mit Elizabeth Strangways.
Er studierte ab 1639 am Queen’s College der Universität Oxford und erhielt ab 1640 eine juristische Ausbildung an der Lincoln’s Inn. Seine politische Karriere begann er im Jahr 1640, als er als Abgeordneter für das Borough Bramber in Sussex ins House of Commons gewählt wurde. Die Wahl wurde später jedoch für unwirksam erklärt. Im Januar des folgenden Jahres errang er den Sitz dann doch und hatte ihn bis 1648 inne. Von 1654 bis 1655, 1658 bis 1659 sowie von 1679 bis 1681 war er als Knight of the Shire für Surrey, sowie 1660 und von 1661 bis 1679 als Abgeordneter für das Borough Guilford in Surrey Mitglied des House of Commons.
Onslow war zweimal verheiratet. Die erste Ehe mit Rose Stoughton war nur von kurzer Dauer, da diese im Alter von nur 19 Jahren am 11. März 1648 verstarb. Um 1654 ging er die zweite Ehe mit Mary Foote, Tochter des Sir Thomas Foot, 1. Baronet, ein. Mit ihr hatte er sieben Kinder.
Am 8. Mai 1674 wurde er zum Baronet, of West Clandon in the County of Surrey, erhoben. Die Verleihung erfolgte mit der besonderen Regelung, dass der Titel im Hinblick auf die Protokollarische Rangordnung als bereits am 21. November 1660 erteilt gelten solle. Zu diesem Datum war sein Schwiegervater Thomas Foote (um 1592–1688) zum Baronet, of London, erhoben worden – da dieser aber keine Söhne hatte, war absehbar, dass dessen Baronetcy bei seinem Tod erlöschen würde.
Bei seinem Tod fiel sein Baronettitel an seinen Sohn Richard Onslow, der 1716 als Baron Onslow zum Peer erhoben wurde.

## Nachkommen
Aus seiner zweiten Ehe mit Mary Foote hatte er folgende Kinder:
- Richard Onslow, 1. Baron Onslow (1654–1717), Speaker of the House of Commons 1708–1710, Lord Treasurer, Chancellor of the Exchequer etc., ⚭ Elizabeth Tulse;
- Foot Onslow (1655–1710), Commissioner of Excise 1694–1710, ⚭ Susanna Anlaby;
- Arthur Onslow, starb unverheiratet;
- Henry Onslow, starb unverheiratet;
- Mary Onslow, ⚭ Sir Robert Reeve, 2. Baronet;
- Catherine Onslow (um 1663–1741), ⚭ 1683 Sir William Clerke, 3. Baronet;
- Elizabeth Onslow, starb unverheiratet.